# Шемахінська-2
Шемахінська-2 (рос. Шемахинская-2) — печера в Челябінській області Росії, на Середньому Уралі, на Шемахінському карстовому полі. Печера комплексного (горизонтально-вертикального) типу простягання. Загальна протяжність — 1510 м. Глибина печери становить 40 м. Категорія складності проходження ходів печери — 2А.